# Julio César Terán Dutari
Julio César Terán Dutari SJ (* 15. August 1933 in Soná) ist ein panamaischer Priester und Altbischof von Ibarra.

Wappen von Julio César Terán Dutari.

## Leben
Julio César Terán Dutari trat der Ordensgemeinschaft der Jesuiten bei und empfing am 25. Juli 1963 die Priesterweihe. 1985 wurde er zum Rektor der Päpstlichen Katholischen Universität von Ecuador (PUCE) in Quito gewählt. 1991 wurde er zum Präsidenten der Internationalen Föderation Katholischer Universitäten (FIUC) gewählt.
Johannes Paul II. ernannte ihn am 12. Juli 1995 zum Weihbischof in Quito und Titularbischof von Horrea. Der Erzbischof von Quito Antonio José Kardinal González Zumárraga  weihte ihn am 30. September desselben Jahres zum Bischof; Mitkonsekratoren waren Luis Enrique Orellana Ricaurte SJ, emeritierter Weihbischof in Quito, und José Mario Ruiz Navas, Bischof von Latacunga. Am 14. Februar 2004 wurde er zum Bischof von Ibarra ernannt. 
Am 25. März 2011 nahm Papst Benedikt XVI. sein altersbedingtes Rücktrittsgesuch an. Er war von 2012 bis 2015 Apostolischer Administrator des Bistums Santo Domingo de los Colorados.